# یادداشت‌های زیرزمینی
یادداشت‌های زیرزمینی (روسی: Записки из подполья) رمانی اثر نویسندهٔ سرشناس روس، فیودور داستایفسکی است که نخستین‌بار در سال ۱۸۶۴ در مجلهٔ اپوخا منتشر شد. این اثر از اولین نمونه‌های رمان اگزیستانسیالیستی در ادبیات مدرن به‌شمار می‌آید و تأثیر بسیاری بر نویسندگان و متفکران سدهٔ بیستم، از جمله نیچه، ژان پل سارتر و آلبر کامو داشته است.

## ساختار
رمان به دو بخش اصلی تقسیم می‌شود. بخش نخست با عنوان «زیرزمین» (یا «یادداشت‌ها از زیر زمین») شامل تأملات فلسفی و روان‌شناسانهٔ راوی است که به شکل مونولوگ درونی نوشته شده و در آن به نقد جامعه، عقل‌گرایی و مفهوم ارادهٔ آزاد پرداخته می‌شود. بخش دوم با عنوان «در خصوص برف و باران» به تجربه‌های شخصی راوی، از جمله برخوردهای او با همکلاسی‌های قدیمی و رابطه‌اش با زنی به نام لیزا، اختصاص دارد.

## محتوای فلسفی
داستایوفسکی در این اثر به‌صراحت با نگرش‌های عقل‌گرایانه و اثبات‌گرایی رایج در قرن نوزدهم روسیه، به‌ویژه ایده‌های نیکلای چرنیشفسکی و کتاب او چه باید کرد؟ مخالفت می‌کند. شخصیت راوی، مردی منزوی و خودآگاه است که از جامعه گریزان بوده و با نگاه بدبینانه‌اش به اخلاق، عقلانیت، پیشرفت و حتی انسان‌گرایی حمله می‌برد. او معتقد است انسان موجودی منطقی نیست و میل به تخریب و رنج نیز بخشی از ماهیت اوست.

## راوی و شخصیت‌پردازی
راوی که هیچ‌گاه نامش فاش نمی‌شود، یک کارمند بازنشستهٔ دولتی ۴۰ ساله است که در یک «زیرزمین» زندگی می‌کند. او در تمام طول رمان با مخاطب فرضی خود صحبت می‌کند و در همین گفت‌وگوی ذهنی، لایه‌های مختلف شخصیتش آشکار می‌شود. او همزمان از خود نفرت دارد و نسبت به جامعه نیز کینه‌توز است. این شخصیت نمونه‌ای از «ضدقهرمان» در ادبیات مدرن محسوب می‌شود.

## مضامین اصلی
از جمله مضامین برجستهٔ این رمان می‌توان به تضاد میان عقل و اراده، نفی خوشبینی عقل‌گرایانه، بحران هویت، خودویرانگری و تجربهٔ اگزیستانسیالیستی اشاره کرد. راوی به‌صراحت می‌گوید که انسان در پی نظم و پیشرفت نیست، بلکه گاه به‌صورت آگاهانه مسیر رنج و نابودی را انتخاب می‌کند، چون این انتخاب نشان‌دهندهٔ آزادی اوست. داستایوفسکی از طریق او می‌کوشد نشان دهد که عقل به‌تنهایی نمی‌تواند زندگی انسانی را هدایت کند.

## جایگاه در تاریخ ادبیات
یادداشت‌های زیرزمینی پیش‌درآمدی برای رمان‌های بزرگ‌تر داستایوفسکی چون جنایت و مکافات و برادران کارامازوف است. بسیاری از اندیشه‌هایی که بعدها در آثار او به‌طور کامل‌تری بسط پیدا می‌کنند، در این رمان برای نخستین‌بار مطرح شده‌اند. این اثر همچنین الهام‌بخش نسلی از متفکران اگزیستانسیالیست و نویسندگان مدرنیست بود.

## ترجمه‌ها به فارسی
این اثر به دفعات به زبان فارسی ترجمه شده‌است. ترجمه‌ای از رحمت‌الهی از جمله اولین ترجمه‌های منتشرشده است و بعدها نیز مترجمانی چون حمیدرضا آتش‌برآب ترجمه‌هایی دقیق‌تر و منطبق‌تر با متن روسی ارائه داده‌اند.